# María Irigoyen
María Irigoyen, née le 24 juin 1987 à Tandil, est une joueuse de tennis argentine professionnelle.
Elle a remporté deux titres WTA en double, à l'Open de Rio aux côtés d'Irina-Camelia Begu en 2014 puis en 2016 avec Verónica Cepede Royg.
Sur le circuit ITF, elle a remporté 16 tournois en simple et 54 en double.
Autrement, elle a fait partie de l'Équipe d'Argentine de Fed Cup de 2008 à 2010 puis y prend de nouveau part depuis 2013. Elle a gagné 11 de ses 22 matchs joués en Fed Cup, soit la moitié (simple et double confondus).

## Palmarès

### Titres en double dames
| No | Date       | Nom et lieu du tournoi                | Catégorie | Dotation  | Surface      | Partenaire           | Finalistes                         | Score     |          |
| -- | ---------- | ------------------------------------- | --------- | --------- | ------------ | -------------------- | ---------------------------------- | --------- | -------- |
| 1  | 17-02-2014 | Rio Open by Claro hdtv Rio de Janeiro | Intern'l  | 250 000 $ | Terre (ext.) | Irina-Camelia Begu   | Johanna Larsson Chanelle Scheepers | 6-2, 6-0  | Parcours |
| 2  | 15-02-2016 | Rio Open by Claro Rio de Janeiro      | Intern'l  | 250 000 $ | Terre (ext.) | Verónica Cepede Royg | Tara Moore Conny Perrin            | 6-1, 7-65 | Parcours |

### Finales en double dames
| No | Date       | Nom et lieu du tournoi                  | Catégorie | Dotation  | Surface         | Vainqueures                           | Partenaire         | Score             |          |
| -- | ---------- | --------------------------------------- | --------- | --------- | --------------- | ------------------------------------- | ------------------ | ----------------- | -------- |
| 1  | 16-02-2015 | Rio Open by Claro Rio de Janeiro        | Intern'l  | 250 000 $ | Terre (ext.)    | Ysaline Bonaventure Rebecca Peterson  | Irina-Camelia Begu | 3-0, ab.          | Parcours |
| 2  | 27-07-2015 | Brasil Tennis Cup Florianópolis         | Intern'l  | 250 000 $ | Terre (ext.)    | Annika Beck Laura Siegemund           | Paula Kania        | 6-3, 7-61         | Parcours |
| 3  | 14-09-2015 | Coupe Banque Nationale Québec           | Intern'l  | 250 000 $ | Moquette (int.) | Barbora Krejčíková An-Sophie Mestach  | Paula Kania        | 4-6, 6-3, [12-10] | Parcours |
| 4  | 25-04-2016 | J&T Banka Prague Open Prague            | Intern'l  | 500 000 $ | Terre (ext.)    | Margarita Gasparyan Andrea Hlaváčková | Paula Kania        | 6-4, 6-2          | Parcours |
| 5  | 15-05-2016 | Internationaux de Strasbourg Strasbourg | Intern'l  | 250 000 $ | Terre (ext.)    | Anabel Medina Arantxa Parra           | Liang Chen         | 6-2, 6-0          | Parcours |
| 6  | 24-07-2017 | Ericsson Open Båstad                    | Intern'l  | 250 000 $ | Terre (ext.)    | Quirine Lemoine Arantxa Rus           | Barbora Krejčíková | 3-6, 6-3, [10-8]  | Parcours |

## Parcours en Grand Chelem

### En simple dames
| Année | Open d'Australie | Open d'Australie     | Internationaux de France | Internationaux de France | Wimbledon | Wimbledon            | US Open | US Open         |
| ----- | ---------------- | -------------------- | ------------------------ | ------------------------ | --------- | -------------------- | ------- | --------------- |
| 2010  | —                | —                    | Q1                       | Bojana Jovanovski        | Q2        | Anastasia Pivovarova | —       | —               |
| 2011  | Q1               | Yulia Beygelzimer    | Q1                       | Stefanie Vögele          | Q1        | Kathrin Wörle        | —       | —               |
|       |                  |                      |                          |                          |           |                      |         |                 |
| 2013  | Q1               | Arina Rodionova      | Q1                       | Tadeja Majerič           | Q1        | Yurika Sema          | Q1      | Kurumi Nara     |
| 2014  | Q1               | Anastasiya Vasylyeva | Q1                       | Tímea Babos              | Q1        | M. Larcher de Brito  | Q1      | Louisa Chirico  |
| 2015  | Q1               | Xu Yifan             | —                        | —                        | Q1        | Elise Mertens        | Q1      | Daria Kasatkina |
| 2016  | Q1               | Richèl Hogenkamp     | —                        | —                        | —         | —                    | —       | —               |

N.B. : à droite du résultat se trouve le nom de l'ultime adversaire.

### En double dames
| Année | Open d'Australie              | Open d'Australie            | Internationaux de France     | Internationaux de France          | Wimbledon                       | Wimbledon                   | US Open                    | US Open                      |
| ----- | ----------------------------- | --------------------------- | ---------------------------- | --------------------------------- | ------------------------------- | --------------------------- | -------------------------- | ---------------------------- |
| 2013  | -                             | -                           | -                            | -                                 | 1er tour (1/32) P. Ormaechea    | D. Hantuchová M. Kirilenko  | -                          | -                            |
| 2015  | 1er tour (1/32) R. Oprandi    | Hsieh Su-wei Sania Mirza    | -                            | -                                 | -                               | -                           | -                          | -                            |
| 2016  | 1er tour (1/32) M. T. Torró   | C. Garcia K. Mladenovic     | 2e tour (1/16) Paula Kania   | Kiki Bertens J. Larsson           | 1er tour (1/32) Paula Kania     | Y. Putintseva M. Rybáriková | 2e tour (1/16) Paula Kania | Martina Hingis C. Vandeweghe |
| 2017  | 1er tour (1/32) İpek Soylu    | B. Krejčíková G. Voskoboeva | 1er tour (1/32) Demi Schuurs | M. Lučić A. Petkovic              | -                               | -                           | -                          | -                            |
| 2018  | 1er tour (1/32) M. Buzărnescu | Hsieh Su-wei Peng Shuai     | 1er tour (1/32) K. Kozlova   | Kaitlyn Christian Carina Witthöft | 1er tour (1/32) Carina Witthöft | Kaia Kanepi A. Petkovic     |                            |                              |

Sous le résultat, la partenaire ; à droite, l'ultime équipe adverse.

### En double mixte
| Année | Open d'Australie | Open d'Australie | Internationaux de France | Internationaux de France | Wimbledon                                                                         | Wimbledon                     | US Open | US Open |
| ----- | ---------------- | ---------------- | ------------------------ | ------------------------ | --------------------------------------------------------------------------------- | ----------------------------- | ------- | ------- |
| 2016  | —                | —                | —                        | —                        | 1er tour (1/32) Michael Venus                                                     | A. Parra Santonja S. González | —       | —       |
| 2017  | —                | —                | —                        | —                        | —                                                                                 | —                             | —       | —       |
| 2018  | —                | —                | —                        | —                        | 1er tour (1/32) L. Mayer \|\| style="text-align:left;" \| L. Kichenok Artem Sitak |                               |         |         |

N.B. : le nom du partenaire se trouve sous le résultat ; le nom des ultimes adversaires se trouve à droite.

## Parcours en Fed Cup
| #                                                                        | Date       | Lieu          | Surface      | Gagnante(s)                     | Perdante(s)                        | Score          |          |
|                                                                          |            |               |              |                                 |                                    |                |          |
| 2008 - 1er tour (groupe mondial II) - Argentine - Autriche - 4 : 1       |            |               |              |                                 |                                    |                |          |
| 1                                                                        | 02/02/2008 | Buenos Aires  | Terre (ext.) | María Irigoyen Betina Jozami    | Yvonne Meusburger Barbara Schwartz | 6-1, 4-6, 6-3  | Parcours |
|                                                                          |            |               |              |                                 |                                    |                |          |
| 2009 - Barrage (groupe mondial I) - Argentine - Ukraine - 0 : 5          |            |               |              |                                 |                                    |                |          |
| 2                                                                        | 25/04/2009 | Mar del Plata | Terre (ext.) | Alona Bondarenko                | María Irigoyen                     | 6-3, 6-3       | Parcours |
| 2                                                                        | 25/04/2009 | Mar del Plata | Terre (ext.) | Mariya Koryttseva Olga Savchuk  | María Irigoyen Paula Ormaechea     | 6-2, 6-0       | Parcours |
|                                                                          |            |               |              |                                 |                                    |                |          |
| 2010 - 1er tour (groupe mondial II) - Estonie - Argentine - 4 : 1        |            |               |              |                                 |                                    |                |          |
| 3                                                                        | 06/02/2010 | Tallinn       | Dur (int.)   | Maret Ani                       | María Irigoyen                     | 6-1, 6-2       | Parcours |
| 3                                                                        | 06/02/2010 | Tallinn       | Dur (int.)   | Mailen Auroux María Irigoyen    | Margit Ruutel Anett Schutting      | 7-5, 6-4       | Parcours |
|                                                                          |            |               |              |                                 |                                    |                |          |
| 2011 - Barrage (groupe mondial II) - Japon - Argentine - 4 : 0           |            |               |              |                                 |                                    |                |          |
| 4                                                                        | 16/07/2011 | Miki          | Dur (int.)   | Misaki Doi                      | María Irigoyen                     | 6-0, 6-0       | Parcours |
| 4                                                                        | 16/07/2011 | Miki          | Dur (int.)   | Rika Fujiwara Kurumi Nara       | Mailen Auroux María Irigoyen       | 6-1, 6-3       | Parcours |
|                                                                          |            |               |              |                                 |                                    |                |          |
| 2012 - Barrage (groupe mondial II) - Argentine - Chine - 4 : 1           |            |               |              |                                 |                                    |                |          |
| 5                                                                        | 21/04/2012 | Buenos Aires  | Terre (ext.) | Mailen Auroux María Irigoyen    | Liang Chen Liu Wan-Ting            | 6-3, 6-4       | Parcours |
|                                                                          |            |               |              |                                 |                                    |                |          |
| 2013 - 1er tour (groupe mondial II) - Argentine - Suède - 2 : 3          |            |               |              |                                 |                                    |                |          |
| 6                                                                        | 09/02/2013 | Buenos Aires  | Terre (ext.) | Sofia Arvidsson Johanna Larsson | María Irigoyen Mailen Auroux       | 6-4, 6-4       | Parcours |
|                                                                          |            |               |              |                                 |                                    |                |          |
| 2013 - Barrage (groupe mondial II) - Argentine - Grande-Bretagne - 3 : 1 |            |               |              |                                 |                                    |                |          |
| 7                                                                        | 20/04/2013 | Buenos Aires  | Terre (ext.) | María Irigoyen                  | Elena Baltacha                     | 7-5, 3-6, 6-1  | Parcours |
| 7                                                                        | 20/04/2013 | Buenos Aires  | Terre (ext.) | Anne Keothavong Johanna Konta   | Mailen Auroux María Irigoyen       | Non disputé    | Parcours |
|                                                                          |            |               |              |                                 |                                    |                |          |
| 2014 - 1er tour (groupe mondial II) - Argentine - Japon - 3 : 1          |            |               |              |                                 |                                    |                |          |
| 8                                                                        | 08/02/2014 | Buenos Aires  | Terre (ext.) | María Irigoyen                  | Kurumi Nara                        | 6-77, 6-4, 6-4 | Parcours |
| 8                                                                        | 08/02/2014 | Buenos Aires  | Terre (ext.) | María Irigoyen                  | Misaki Doi                         | Non disputé    | Parcours |
| 8                                                                        | 08/02/2014 | Buenos Aires  | Terre (ext.) | Shuko Aoyama Risa Ozaki         | María Irigoyen Paula Ormaechea     | 6-0, 6-4       | Parcours |
|                                                                          |            |               |              |                                 |                                    |                |          |
| 2014 - Barrage (groupe mondial I) - Russie - Argentine - 4 : 0           |            |               |              |                                 |                                    |                |          |
| 9                                                                        | 19/04/2014 | Sotchi        | Terre (int.) | Ekaterina Makarova              | María Irigoyen                     | 7-5, 6-1       | Parcours |
| 9                                                                        | 19/04/2014 | Sotchi        | Terre (int.) | Elena Vesnina                   | María Irigoyen                     | Non disputé    | Parcours |
|                                                                          |            |               |              |                                 |                                    |                |          |
| 2015 - 1er tour (groupe mondial II) - Argentine - États-Unis - 1 : 4     |            |               |              |                                 |                                    |                |          |
| 10                                                                       | 07/02/2015 | Buenos Aires  | Terre (ext.) | Serena Williams                 | María Irigoyen                     | 7-5, 6-0       | Parcours |
| 10                                                                       | 07/02/2015 | Buenos Aires  | Terre (ext.) | Venus Williams                  | María Irigoyen                     | 6-1, 6-4       | Parcours |
|                                                                          |            |               |              |                                 |                                    |                |          |
| 2015 - Barrage (groupe mondial II) - Argentine - Espagne - 0 : 4         |            |               |              |                                 |                                    |                |          |
| 11                                                                       | 18/04/2015 | Buenos Aires  | Terre (ext.) | Lara Arruabarrena               | María Irigoyen                     | 6-0, 6-1       | Parcours |
| 11                                                                       | 18/04/2015 | Buenos Aires  | Terre (ext.) | María Irigoyen                  | Sara Sorribes Tormo                | Non disputé    | Parcours |
|                                                                          |            |               |              |                                 |                                    |                |          |
| 2016 - Barrage (groupe mondial II) - Ukraine - Argentine - 4 : 0         |            |               |              |                                 |                                    |                |          |
| 12                                                                       | 16/04/2016 | Kiev          | Dur (ext.)   | Kateryna Bondarenko             | María Irigoyen                     | 6-1, 6-1       | Parcours |
| 12                                                                       | 16/04/2016 | Kiev          | Dur (ext.)   | Lesia Tsurenko                  | María Irigoyen                     | 6-0, 6-3       | Parcours |

## Classements WTA en fin de saison
| Année          | 2005 | 2006 | 2007 | 2008 | 2009 | 2010 | 2011 | 2012 | 2013 | 2014 | 2015 | 2016 | 2017 |
| Rang en simple | 759  | 416  | 304  | 342  | 226  | 188  | 310  | 203  | 191  | 167  | 196  | 630  | -    |
| Rang en double | 574  | 322  | 287  | 231  | 161  | 143  | 207  | 128  | 127  | 84   | 66   | 52   | 72   |

Source : (en) Classements de María Irigoyen sur le site officiel de la Fédération internationale de tennis